# Цар-Калоян
Цар-Калоя́н (болг. Цар Калоян) — місто в Разградській області Болгарії. Адміністративний центр общини Цар-Калоян.

## Населення
За даними перепису населення 2011 року у місті проживали 3779 осіб.
Національний склад населення міста:
| Національність   | Кількість осіб | Відсоток |
| ---------------- | -------------- | -------- |
| турки            | 2452           | 67,8%    |
| болгари          | 1148           | 31,8%    |
| цигани           | 3              | 0,1%     |
| не визначились   | 8              | 0,2%     |
| Всього відповіли | 3615           |          |

Розподіл населення за віком у 2011 році:
Динаміка населення: